# Masashi Kamekawa
Masashi Kamekawa (亀川 諒史 Kamekawa Masashi?,  Minō, Osaka, 28 de mayo de 1993) es un futbolista japonés que juega como defensa en el Renofa Yamaguchi F. C. de la J2 League.

## Selección nacional
Fue elegido para integrar la selección de fútbol sub-23 del Japón para los Juegos Olímpicos de Verano de 2016.

## Clubes
| Club                   | País  | Año       |
| ---------------------- | ----- | --------- |
| Shonan Bellmare        | Japón | 2012-2014 |
| Avispa Fukuoka         | Japón | 2015-2017 |
| Kashiwa Reysol         | Japón | 2018      |
| V-Varen Nagasaki       | Japón | 2019-2021 |
| Yokohama FC            | Japón | 2022      |
| Avispa Fukuoka         | Japón | 2023-2024 |
| Renofa Yamaguchi F. C. | Japón | 2025-     |

## Palmarés

### Títulos nacionales
| Título         | Club           | País  | Año  |
| -------------- | -------------- | ----- | ---- |
| Copa J. League | Avispa Fukuoka | Japón | 2023 |